# Göztepe SK
Göztepe Spor Kulübü – turecki klub piłkarski, grający obecnie w Süper Lig, mający siedzibę w mieście Izmir, leżącym w zachodniej części Turcji.

## Historia
Klub został założony 14 czerwca 1925 roku przez Muammera Akara, Nüzheta Bandaka, Ahmeta Serimoğlu, Kennana Beya, Nebila Çobanoğlu i Cevata Beya jako alternatywa dla klubu Altay SK, rywala z miasta Izmir. W 1950 roku Göztepe zostało mistrzem kraju, a w 1958 roku przystąpiło do nowo powstałej tureckiej ligi piłkarskiej. W 1967 roku dotarł do finału Pucharu Turcji. W meczu tym z Altayem padł remis 2:2, ale to rywale zdobyli puchar dzięki losowaniu monetą. Krajowy puchar Göztepe zdobył za to w 1969 i 1970 roku. Za pierwszym razem okazał się lepszy od Galatasaray SK (1:0, 1:1), a za drugim od Eskişehirsporu (1:2, 3:1).
W 2002 roku Göztepe przeżywał kłopoty finansowe. Nałożono na niego zakaz transferów, co spowodowało spadek klubu do drugiej ligi. W 2007 roku klub przegrał 0:2 baraż z Aliağa Belediyespor i spadł do ligi regionalnej w okręgu İzmir. 20 sierpnia akcje klubu przejęła stambulska spółka Altinbas Group. Prezes klubu Imam Altinbas zapowiedział powrót w najbliższych latach do ekstraklasy.
Największym rywalem klubu jest zespół Karsiyaka SK. 16 maja 1981 na derby przybyło 80.000 widzów, co jest rekordem świata w historii drugoligowych meczów piłkarskich.

## Sukcesy
- Liga İzmiru
  - Zwycięstwo (5): 1941, 1942, 1943, 1945, 1949
- Turecka Liga
  - Mistrzostwo (1): 1950
  - 3. miejsce (1): 1970
- Puchar Turcji
  - Zwycięstwo (2): 1969, 1970
- Superpuchar Turcji
  - Zwycięstwo (1): 1970

## Reprezentanci kraju grający w klubie
- Richard Kingson*
- Joseph Amoah
- Radosław Majdan*
- Helman Mkhalele
- Pollen Ndlanya
- Miroslav Barčík
- Ali Artumer
- Zafer Biryol
- Servet Çetin
- Ceyhun Eriş
- Hüseyin Kartal
- Ersen Martin
- Mustafa Özkan
- Bülent Uygun
- Péter Kabát

* – uczestnicy MŚ w barwach Göztepe

## Europejskie puchary
Legenda do wszystkich tabel:
- Q – runda eliminacyjna, 1/16, 1/8, 1/4, 1/2 – odpowiednia faza rozgrywek, Grupa – runda grupowa, 1r gr – pierwsza runda grupowa, 2r gr – druga runda grupowa, F – finał, R – runda, PO – play-off
- k. – rzuty karne, los. – losowanie, Dogr. – dogrywka, w. – zasada bramek strzelonych na wyjeździe

| Sezon   | Rozgrywki                 | Runda | Przeciwnik         | Dom      | Wyjazd   | Ogólnie   |
| ------- | ------------------------- | ----- | ------------------ | -------- | -------- | --------- |
| 1964/65 | Puchar Miast Targowych    | 1R    | Petrolul Ploeszti  | 0–1      | 1–2      | 1–3       |
| 1965/66 | Puchar Miast Targowych    | 2R    | TSV 1860 Monachium | 2–1      | 1–9      | 3–10      |
| 1966/67 | Puchar Miast Targowych    | 1R    | Bologna FC         | 1–2      | 1–3      | 2–5       |
| 1967/68 | Puchar Miast Targowych    | 1R    | Royal Antwerp      | 0–0      | 2–1      | 2–1       |
| 1967/68 | Puchar Miast Targowych    | 2R    | Atlético Madryt    | 3–0      | 0–2      | 3–2       |
| 1967/68 | Puchar Miast Targowych    | 1/8   | Vojvodina          | 0–1      | 0–1      | 0–2       |
| 1968/69 | Puchar Miast Targowych    | 1R    | Olympique Marsylia | 2–0      | 0–2      | 2–2, los. |
| 1968/69 | Puchar Miast Targowych    | 2R    | Argeș Pitești      | 3–0      | 2–3      | 5–3       |
| 1968/69 | Puchar Miast Targowych    | 1/8   | OFK Beograd        | 2–0      | 1–3      | 3–3, w.   |
| 1968/69 | Puchar Miast Targowych    | 1/4   | Hamburger SV       | walkower | walkower | walkower  |
| 1968/69 | Puchar Miast Targowych    | 1/2   | Újpest             | 1–4      | 0–4      | 1–8       |
| 1969/70 | Puchar Zdobywców Pucharów | 1R    | Union Luxembourg   | 3–0      | 3–2      | 6–2       |
| 1969/70 | Puchar Zdobywców Pucharów | 1/8   | Cardiff City       | 3–0      | 0–1      | 3–1       |
| 1969/70 | Puchar Zdobywców Pucharów | 1/4   | AS Roma            | 0–0      | 0–2      | 0–2       |
| 1970/71 | Puchar Zdobywców Pucharów | 1R    | Union Luxembourg   | 5–0      | 0–1      | 5–1       |
| 1970/71 | Puchar Zdobywców Pucharów | 1/8   | Górnik Zabrze      | 0–1      | 0–3      | 0–4       |

## Skład na sezon 2017/2018
| Nr | Poz. | Piłkarz                 |
| -- | ---- | ----------------------- |
| 2  | OB   | Mahmut Nigiz            |
| 3  | OB   | Adama Traoré            |
| 5  | OB   | Léo Schwechlen          |
| 6  | PO   | Rajko Rotman            |
| 7  | PO   | Halil Akbunar           |
| 8  | PO   | André Castro            |
| 9  | NA   | Nabil Ghilas            |
| 10 | PO   | Ezequiel Óscar Scarione |
| 11 | PO   | Axel Ngando             |
| 13 | BR   | Beto                    |
| 15 | PO   | André Biyogo Poko       |
| 19 | NA   | Demba Ba                |
| 21 | PO   | Selçuk Şahin            |
| 22 | OB   | Tanju Kayhan            |
| 23 | BR   | Günay Güvenç            |
| 24 | BR   | Eren Bilen              |

| Nr | Poz. | Piłkarz                                          |
| -- | ---- | ------------------------------------------------ |
| 25 | OB   | Wallace Reis                                     |
| 26 | PO   | Erol Hakan Sepil                                 |
| 27 | PO   | Serkan Bakan                                     |
| 32 | PO   | Doğanay Kılıç                                    |
| 33 | OB   | Miloš Kosanović (wypożyczony ze Standardu Liège) |
| 41 | OB   | Hakan Çinemre                                    |
| 44 | OB   | Kadu                                             |
| 55 | OB   | Sabri Sarıoğlu (kapitan)                         |
| 60 | PO   | Kerem Atakan Kesgin                              |
| 61 | BR   | Yavuz Aygün                                      |
| 67 | PO   | Muhammed Enes Durmuş                             |
| 75 | PO   | Tayfur Bingöl                                    |
| 77 | NA   | Ömer Sismanoglu                                  |
| 94 | PO   | Yoan Gouffran                                    |
| 97 | PO   | Mehmet Enes Öztürk                               |